# Фарас

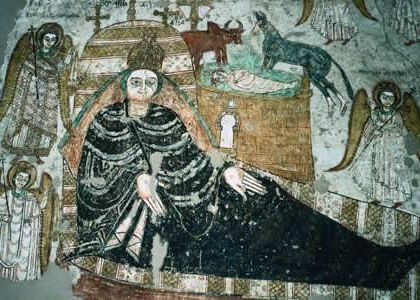
Фреска со сценой Рождества (X/XI в.) из Археологического музея в Хартуме

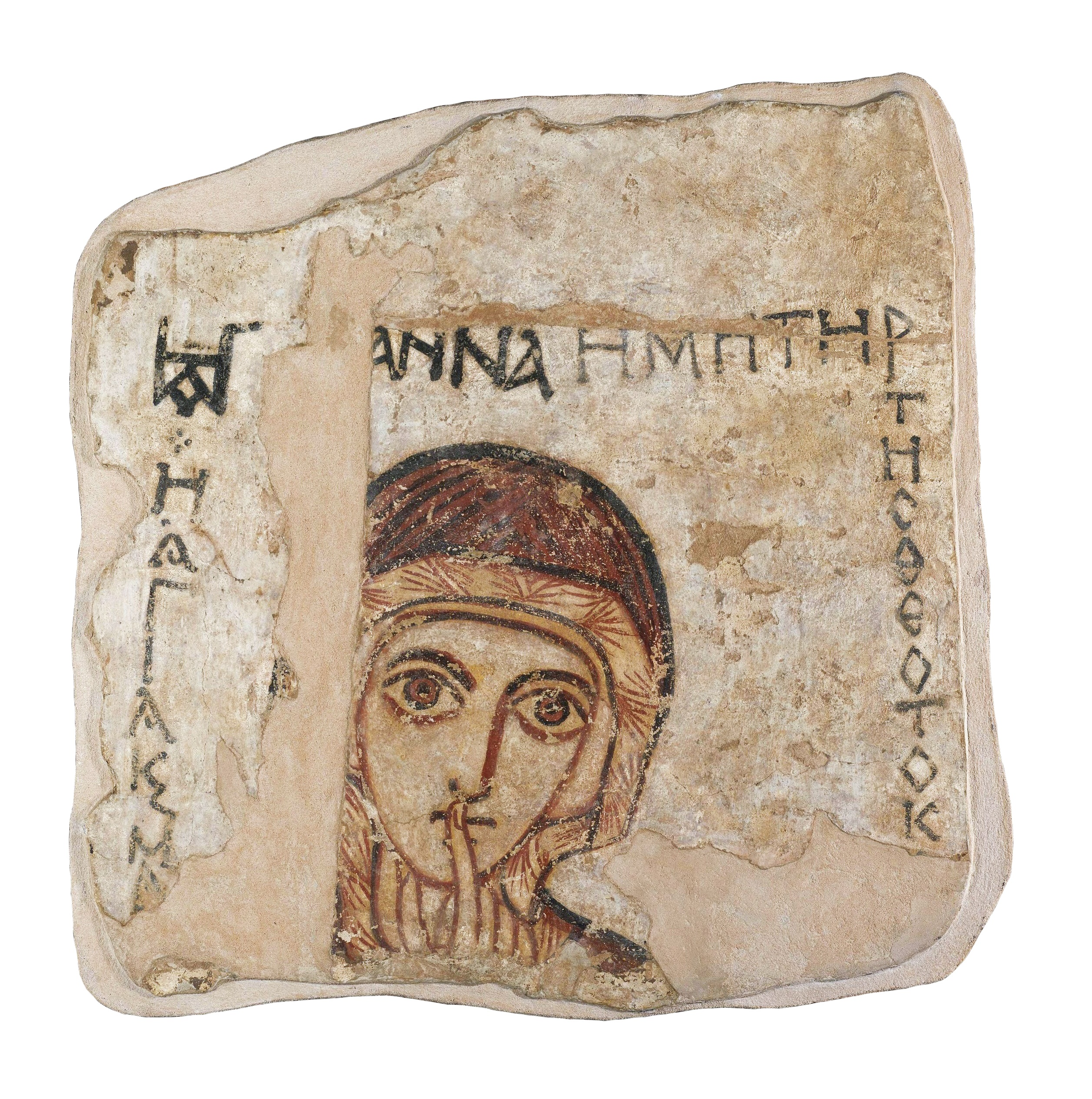
Фреска с изображением Св. Анны (VIII в.) из Национального музея в Варшаве

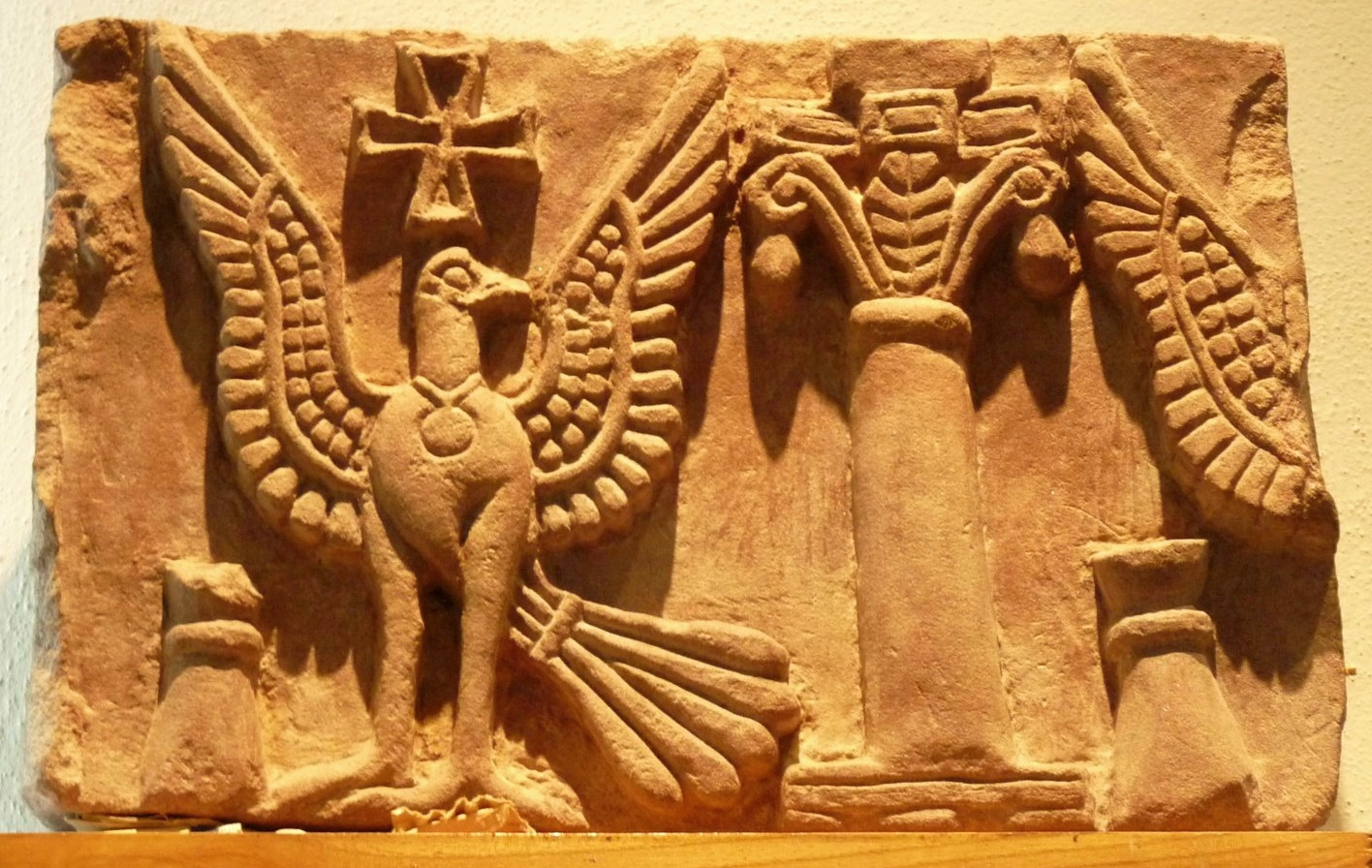
Фрагмент фриза с птицами (Национальный музей в Варшаве)

Фарас (раньше Пахорас, также Телль-Фарас, Марис) — местность в северном Судане, ниже 2-го нильского порога, поблизости от Вади-Хальфа, ныне затоплена водами озера Насер, которое было создано в результате строительства Асуанской плотины, сооруженной в 1960 году.

## История
Около 1900 г. до н. э., в период «египтизации» Нубии Др. Египтом, на территории Фараса была построена крепость. В дальнейшем она — под именем Ибшек (
| M17 | b | S · k | N25 | N23 |

), превращается в городское поселение с многочисленными храмами, из которых руины двух, построенные во времена фараонов XVIII династии Хатшепсут и Тутмоса III (около 1500 г. до н. э.), сохранились вплоть до недавнего времени. Наместник Нубии времён Тутанхамона, Хуи, известный своим богатым захоронением в египетских Фивах, соорудил здесь в честь своего фараона святилище (как и царский сын, принц Куша, Сетау — в честь фараона Рамзеса II). Богиней-покровительницей Фараса была богиня Хатор.
В период с 300 г. до н. э. и приблизительно до 300 года н. э. Фарас входит в царство Мероэ. В это время он уже носит греческое название Пахорас. Правители Мероэ строят здесь новую крепость. Около 500 г. н. э. Фарас становится столицей царства Нобадия, одного из «наследников» распавшегося Мероэ. Богатые сокровищами и ценными археологическими находками некрополи Нобадии находились поблизости от Фараса, в местечках Баллана и Квустул.
В 543 году Фарас, по указу императрицы Византии Феодоры, был христианизирован коптскими миссионерами из Египта, здесь учреждается епископство. Впоследствии Фарас как культурно-религиозный центр оказал значительное влияние на развитие христианской Нубии.

## Археология
Первые археологические раскопки были проведены в 1912—1914 годах экспедицией Оксфордского университета.
В связи с угрозой затопления неисследованных ещё памятников старины водами водохранилища, в поспешности в 1961—1964 годах работала экспедиция польских археологов под управлением профессора Казимежа Михаловского под эгидой ЮНЕСКО (UNESCO).
Польские археологи обнаружили под песками остатки храма фараона Тутмоса III и раннехристианского собора конца VIII века. Это была трёхнефная базилика с притвором (нартексом). Также был обнаружен монастырь, руины царского дворца, жилые дома и хозяйственные постройки.
Эти раскопки принесли богатую коллекцию искусства ранних христиан-коптов.
В руинах кафедрального собора были найдены 120 фресок в византийско-коптском стиле, написанных техникой «а секко» (по сухой штукатурке) в период VIII—XII веков.
Кроме ликов святых были изображены портреты нубийских царей и епископов. Были также найдены 200 надписей на греческом, коптском и нубийском языках, надгробные стелы и литургические предметы.
Среди переданных польской стороне экспонатов были 62 стенные живописи (фрески), а также фрагменты архитектурных деталей и керамика. Остальные экспонаты, найденные в Фарасе, хранятся в археологическом музее в Хартуме.

## Известные правители Фараса
- Хи (Ḥj) — египетский наместник (ḥ3tj-c n Sḥtp-ntrw) при царе Тутанхамоне